# Donjon (Houdan)

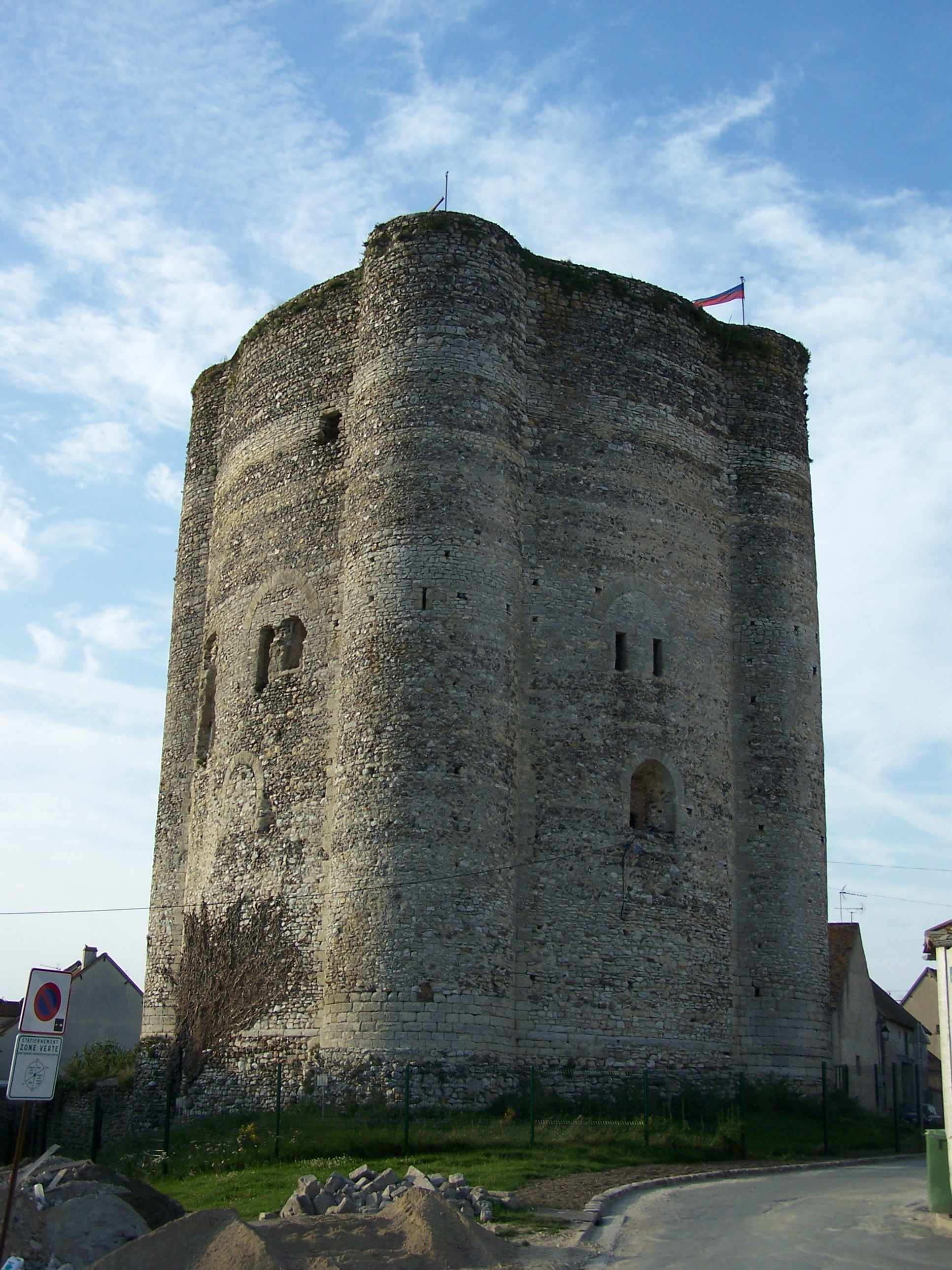
Donjon in Houdan

Der Donjon in Houdan, einer französischen Gemeinde im Département Yvelines der Region Île-de-France, wurde im 12. Jahrhundert errichtet. Der Donjon an der Place du Donjon ist seit 1889 als Monument historique geschützt.
Der im Auftrag von Amalrich III. von Montfort im ersten Viertel des 12. Jahrhunderts errichtete Turm besitzt einen eigentümlichen Grundriss. Der annähernd kreisförmige innere Turm wird von vier schlanken halben Rundtürmen flankiert, die die gleiche Höhe besitzen. Einer der Türme enthält eine Spindeltreppe zur inneren Erschließung. Den Innenraum bildet im Grundriss ein dem Quadrat angenähertes Viereck mit abgeschrägten Ecken.
Als der Bau noch als Wehrturm diente, war der Zugang im ersten Obergeschoss nur über eine Leiter zu erreichen. Als Biforien gestaltete Öffnungen zeichnen die herrschaftlichen Räume im zweiten Obergeschoss aus.
Vor längerer Zeit wurde ein Wasserreservoir für die kommunale Wasserversorgung im Donjon eingerichtet.